# Olivia Newton Bundy
Olivia Newton Bundy, né Brian Tutunick le 31 mars 1968, est un musicien américain, ancien bassiste du groupe Marilyn Manson en 1989. Il fut nommé ainsi en référence à Olivia Newton-John et Ted Bundy.
Olivia était un ancien camarade de classe de Manson mais s'en alla de son propre chef la même année de son arrivée au sein du groupe.
Olivia ne pouvait plus supporter que Manson détruisît sans arrêt son matériel (en l'occurrence ses basses).